# Dusicyon cultridens
Dusicyon cultridens of Dusicyon patagonicus cultridens is een uitgestorven Zuid-Amerikaanse hondachtige uit het geslacht Dusicyon. Deze soort leefde tijdens het Plioceen. Dusicyon cultridens is verwant aan de Falklandwolf, die in de negentiende eeuw door de mens werd uitgegroeid. De classificatie van deze soort is echter slecht onderzocht en discutabel. Sommige wetenschappers plaatsen deze soort in de geslachten Canis en Lycalopex.

## Verspreiding
Dusicyon cultridens leefde tijdens het Laat-Plioceen (South American Land Mammal Age Marplatan), waarmee deze soort de oudst bekende Zuid-Amerikaanse hond is. Fossiele vondsten zijn gedaan in Argentinië en dateren uit het Laat-Plioceen (Uquian in de SALMA-classificatie) van 2,5 tot 3 miljoen jaar geleden. Het was rond dezelfde tijd als het knaagdier Akodon lorenzinii. De fossielen werden gevonden op kliffen nabij de Atlantische Oceaan, in wat nu de kustlijn is van de provincie Buenos Aires.

## Habitat en kenmerken
Dusicyon cultridens leefde in de Zuid-Amerikaanse gematigde graslanden (pampa's). De grootte lag tussen die van bestaande soorten zoals de pampavos en de Zuid-Amerikaanse grijze vos.